# Gustav Dreher
Gustav Heinrich Dreher (* 17. Juni 1880; † nach 1923) war ein deutscher Fußball-Funktionär.

## Leben
Im Jahre 1899 gründeten 21 Männer den FC Stuttgarter Kickers, darunter war auch Gustav Dreher. Er war als Gründungsmitglied auch Teil der ersten Vorstandschaft des Vereins und fungierte als Vertreter der passiven Mitglieder.
Von 1900 bis 1901 und von 1904 bis 1905 war Dreher Vorsitzender des Vereins. Danach war er noch ein Jahr lang als zweiter Vorsitzender bei den Kickers. 
Der gelernte Kaufmann war von 1906 bis 1914 Vorsitzender des Fußballgaus Schwaben und Mitglied des Südkreisausschusses. Im Zeitraum 1919 bis 1923 hatte Dreher das Amt des Schatzmeisters beim Süddeutschen Fußball-Verband inne. Zudem war er Träger der Ehrennadel des Süddeutschen Fußball-Verbands.